# William Grayson
William Grayson (ur. ok. 1740, zm. 12 marca 1790) – amerykański prawnik, wojskowy i polityk.
William Grayson urodził się około 1740 roku w hrabstwie Prince William w Wirginii. Początkowo studiował w College of Philadelphia (obecnie Uniwersytet Pensylwanii). Następnie rozpoczął studia klasyczne na Uniwersytecie Oksfordzkim w Anglii oraz studiował prawo w Londynie.
Po studiach powrócił z Europy do Wirginii i rozpoczął praktykę adwokacką. Podczas wojny o niepodległość Stanów Zjednoczonych był adiutantem George’a Washingtona w randze podpułkownika. W 1777 roku awansował do stopnia pułkownika.
W latach 1785–1787 był członkiem Kongresu Kontynentalnego. W 1778 roku był delegatem na stanową konwencję w Wirginii w sprawie ratyfikowania Konstytucji Stanów Zjednoczonych, której był przeciwny.
Od 4 marca 1789 roku aż do śmierci 12 marca 1790 roku, podczas pierwszej kadencji Kongresu Stanów Zjednoczonych, reprezentował stan Wirginia w Senacie Stanów Zjednoczonych.